# Haliclona reversa
Haliclona reversa är en svampdjursart som först beskrevs av Kirk 1911.  Haliclona reversa ingår i släktet Haliclona och familjen Chalinidae. Inga underarter finns listade i Catalogue of Life.